# Прага 1
Прага 1 — адміністративний район (одночасно також міський район і міська частина) у центральній частині Праги. Включає в себе середньовічну частину міста у вигляді історичних районів (кадастрових кварталів): Йозефів, Старе Місто, більшу частину Мала Страна, Градчани і Нове Місто. Незначні частини історичних районів Голешовіце і Виногради також входять в адміністративний район.
Більша частина району входить в центральну частину Праги, що включена в список об'єктів Всесвітньої спадщини ЮНЕСКО.
В районі знаходиться 18.821 будинок.
1. ↑  archINFORM — 1994.
2. 1 2  Administrativní registr ekonomických subjektů
3. ↑  Český statistický úřad (unspecified title)